# Père Noël
Pour les articles homonymes, voir Noël (homonymie).
Le père Noël est un personnage légendaire lié à la fête de Noël. Il est issu de la transformation du personnage de saint Nicolas, fêté le 6 décembre, et qui aurait connu des syncrétismes avec le cérémonial de la fête romaine des Saturnales — qui a subsisté au Moyen Âge lors des célébrations de Noël —, et avec des mythologies nordiques. Le père Noël est parfois associé à la mère Noël.
La fête de Noël renvoie au jour de la Nativité, c'est-à-dire au jour de la naissance de Jésus : le père Noël est donc avant tout rattaché à une fête chrétienne.
Le père Noël est l'équivalent français du « Father Christmas » britannique et du « Santa Claus » nord-américain. Celui-ci est issu de la transformation du « Sinterklaas » (saint Nicolas) néerlandais, alors fêté le 6 décembre, par le biais des immigrants néérlandais aux États-Unis.
Traditionnellement, le saint catholique Nicolas de Myre est considéré comme étant à l'origine du père Noël mais le personnage, sa mythologie et ses attributs modernes sont issus tant d'un syncrétisme, construit au fil des siècles, que d'une volonté mercatique occidentale plus récente.

## Origines

Gravure représentant « Tante Arie », fée franc-comtoise offrant aux enfants des cadeaux le jour de Noël (milieu du XIXe s).

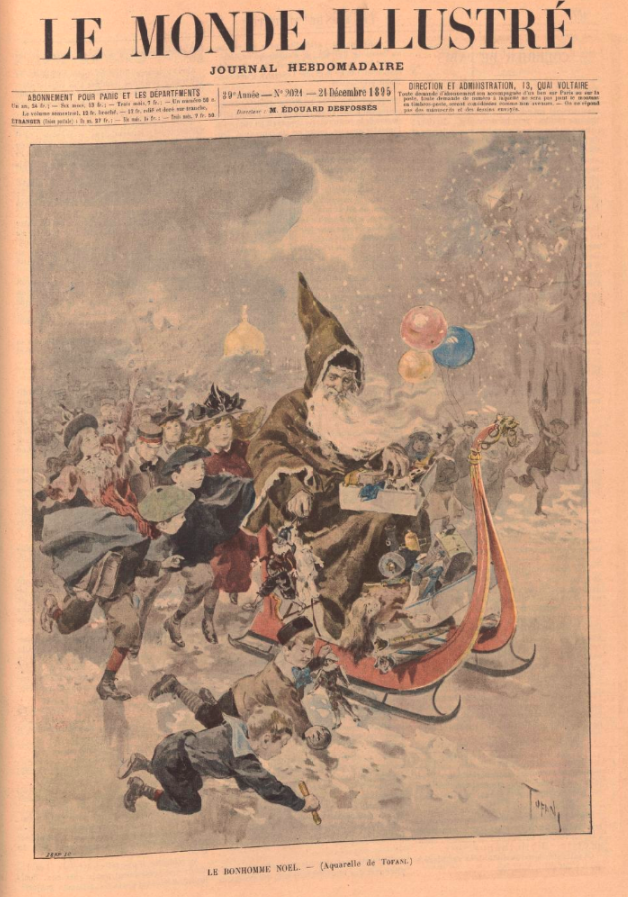
« Le Bonhomme Noël » par Osvaldo Tofani dans ses habits verts et sur une luge (Le Monde illustré, 21 décembre 1895).

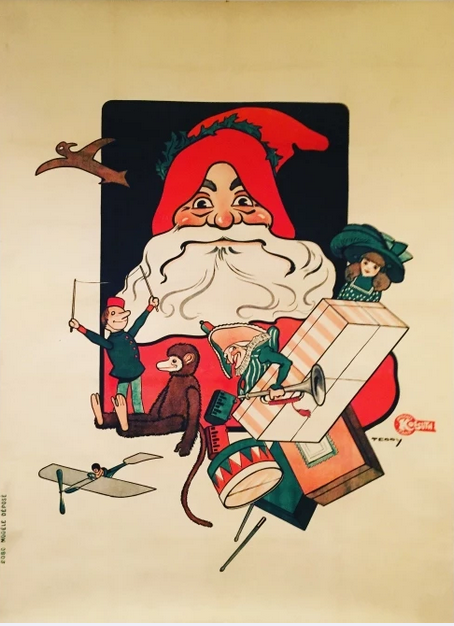
Affiche française lithographiée de Édouard Saunier (Teddy, avant 1914).

### Une construction syncrétiste
Le père Noël peut être vu comme une construction syncrétiste et profane relativement moderne mais ayant de lointaines origines : Nicolas de Myre (Saint Nicolas ou Sinterklaas) est traditionnellement considéré comme le saint chrétien à l'origine du père Noël. Ce personnage universel est le fruit d'un mélange entre plusieurs traditions, contes, légendes et folklores d'origine européennes qui se produit au XIXe siècle en Amérique du Nord et dont la figure du Santa Claus ou Père Noël est le résultat.
La figure du Sinterklaas néerlandais fut repris au début du XIXe siècle par la bourgeoisie new-yorkaise en souvenir de l'origine de la ville comme colonie néerlandaise Nieuw Amsterdam, et dans le but de créer une tradition festive pour Noël propre à la ville.
En 1823, un poème anonyme intitulé An Account of a Visit of St Nicholas énumère tous les éléments connus aujourd'hui comme la date du 25 décembre, le jour de Noël, au lieu du 6 décembre : le traîneau avec les rennes et la venue par la cheminée. La figure du Santa Claus se propage alors dans un pays divisé par la guerre civile qui essaie de créer une nouvelle identité nationale réunissant toutes les traditions des différentes groupes d'immigrés : En 1870, Noël est déclaré un jour férié national pour toutes les Etats-Unis par le président Ulysses S. Grant.
L'apparence la plus populaire aujourd'hui (un vieil homme débonnaire avec un long manteau et un bonnet rouges et une longue barbe blanche) apparaît la première fois en 1863 dans un dessin du caricaturiste Thomas Nast, immigré d'Allemagne. Cette image est récupérée par une campagne de promotion de la boisson gazeuse américaine Coca-Cola en 1931, qui est reprise chaque année et qui popularisera l'image dans le monde entier.
Pendant longtemps, on fêta la Nativité et l'Épiphanie — fixée au 6 janvier — le même jour. Au IVe siècle, sous le règne de l'empereur Constantin, la toute première célébration chrétienne de Noël a lieu à Rome à la date du 25 décembre 336 et il s'ensuivit que les deux événements furent fêtés distinctement.

### Une fête païenne associée au solstice d'hiver
Le rapprochement de la fête de Noël avec celle des Saturnales dans la Rome antique a été fait depuis longtemps. Marquées par de grandes réjouissances populaires, les Saturnales voyaient les barrières sociales disparaître : on organisait des repas, on échangeait des cadeaux, on offrait des figurines aux enfants et on plaçait des plantes vertes dans les maisons, notamment du houx, du gui et du lierre. À partir de 274, les Saturnales sont prolongées le 25 décembre par le Dies Natalis Solis Invicti « le jour de naissance de Sol Invictus », le retour du Soleil, le rallongement du jour.
Pendant longtemps, l'année commençait avec les premiers jours du printemps, qui donnait lieu également à des rites. Symmaque écrit à la fin du IVe siècle, que « aux premiers jours de mars, en ville, on vit advenir la coutume d'offrir des cadeaux en souvenir du roi Tatius qui avait été le premier à lire les signes de bons auspices pour l'année à venir dans les branches de l'arbre fertile qui se trouvait dans le bois sacré de Strena » Certains exégètes juifs et chrétiens ont écrit que les fêtes de Hanoucca et de la Nativité avaient été créées pour contrebalancer les fêtes du « Soleil invaincu ». Au Moyen Âge, la fête des Fous donna lieu à tant d'excès qu'elle fut limitée, voire recadrée.

### D'autres origines païennes

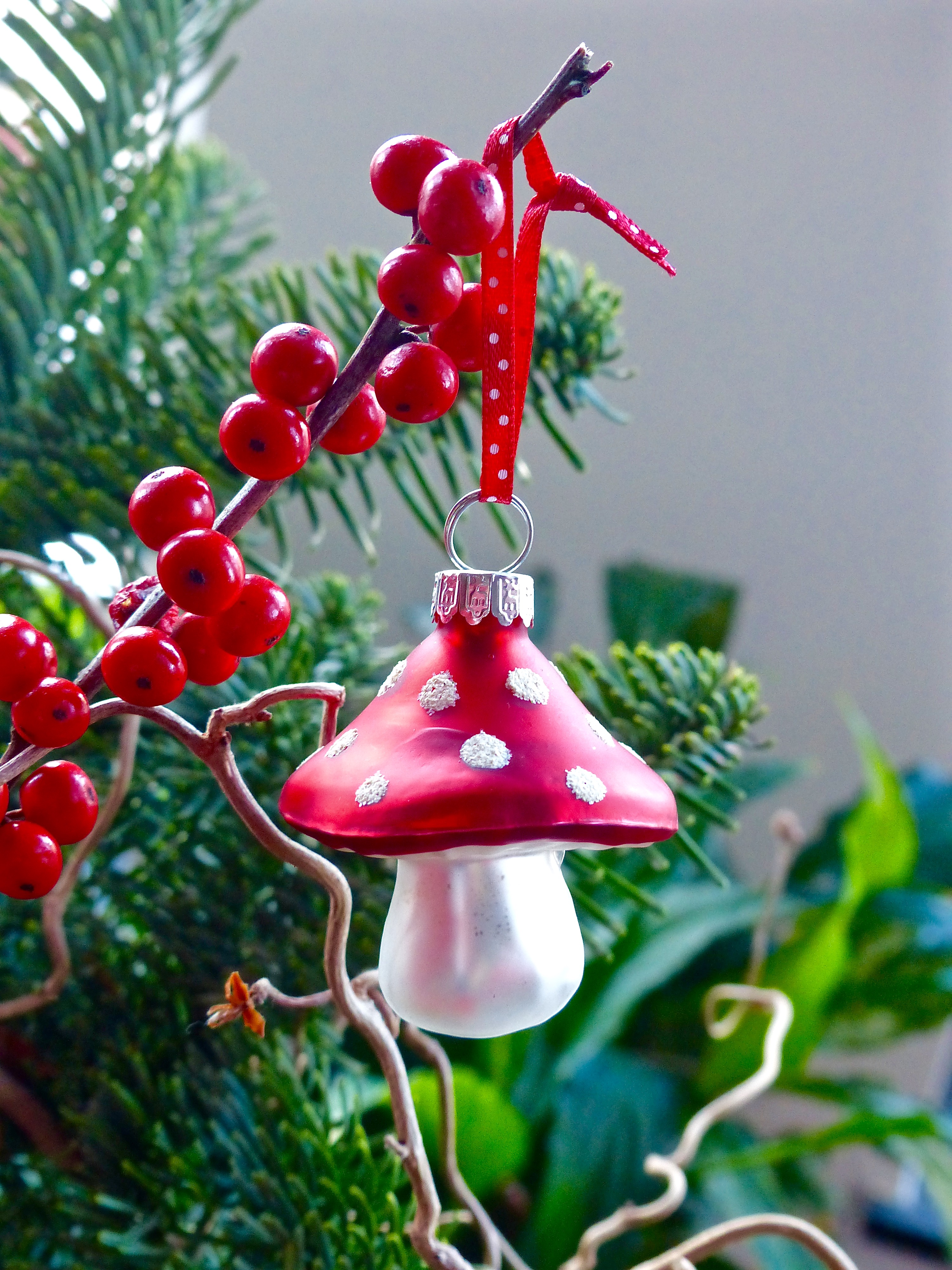
Cette amanite tue-mouches en décoration de Noël est-elle un avatar de ce champignon utilisé par les chamanes sibériens ?

Des ethnobotanistes comme Jonathan Ott (en) suggèrent l'idée que la tenue rouge et blanche du père Noël est liée à l'amanite tue-mouches utilisée par les chamanes en Sibérie pour ses propriétés psychoactives qui altèrent leur état de conscience, pouvant ainsi réaliser leur « vol » à travers le trou de fumée d'une yourte (ce rituel chamanique étant analogue au passage du père Noël par les cheminées). L'historien Ronald Hutton juge cette thèse sans fondement sérieux. Le renne volant pourrait symboliser l'utilisation d'amanite tue-mouches par des chamanes samis, mais plusieurs cultures nordiques s'offraient aussi des trophées de rennes à cette période de l'année.
D'autres hypothèses relient le père Noël à la mythologie nordique. Il pourrait puiser ses origines dans les dieux Thor, vieillard habillé en rouge et à barbe blanche voyageant sur son char que tirent des boucs,, ou Odin chevauchant Sleipnir, son cheval à huit pattes (avatar du traîneau du père Noël, tiré par huit rennes). Certains ethnologues, tel Arnold van Gennep, veulent y voir le succédané ou la survivance d'un prétendu dieu celte Gargan qui portait une hotte et des bottes.
Toutefois, le char tiré par des animaux inhabituels dans cet usage est très répandu dans de nombreuses mythologies indo-européennes, et notamment dans la mythologie grecque. Il n'y a pourtant aucune trace écrite qui rélie ces divinités pré-chrétiennes et la figure du Père Noël de l'époque moderne.
Selon Claude Lévi-Strauss, « Il est généralement admis par les historiens des religions et par les folkloristes que l’origine lointaine du Père Noël se trouve dans cet Abbé de Liesse, Abbas Stultorum, Abbé de la Malgouverné qui traduit exactement l’anglais Lord of Misrule, tous personnages qui sont, pour une durée déterminée, rois de Noël et en qui on reconnaît les héritiers du roi des Saturnales de l’époque romaine » : dans l'Europe du Moyen Âge il était en effet de coutume à Noël que les jeunes élisent leur « abbé », présidant à toutes sortes de comportements transgressifs mais provisoirement tolérés (filiation manifeste du roi des Saturnales romaines), et Lévi-Strauss voit dans cette élection réelle une généalogie du personnage mythique, devenu vieillard bienveillant (« l’héritier, en même temps que l’antithèse »). Il invite dans tous les cas à ne pas rechercher une mono-origine au Père Noël (« Les explications par survivance sont toujours incomplètes ») mais à y voir une fusion syncrétique de nombreux mythes, légendes et pratiques dans une figure toujours dynamique.

### Légende de saint Nicolas
La légende de saint Nicolas est établie depuis le Moyen Âge : on le célèbre le 6 décembre, mais selon le calendrier julien, le jour tombe le 19 décembre. Ce rite vient naturellement se confondre avec ceux, plus anciens, de célébration du solstice d'hiver. Personnage populaire de l'hagiographie chrétienne, son culte se développe rapidement en Europe occidentale après l'arrivée de ses reliques à Bari en Italie en 1087.
Lors des Croisades, au XIe siècle, sa dépouille avait été volée par des marchands italiens. Les reliques ont été transférées à Bari. Un chevalier lorrain aurait aussi récupéré une de ses phalanges et l’offrit à l’église de Port. Devenue lieu de pèlerinage, la ville est alors rebaptisée Saint-Nicolas-de-Port. Saint Nicolas devient le saint patron de la Lorraine. En 1477, le duc de Lorraine, René II, lui attribue sa victoire contre Charles le Téméraire. Par la suite, sa légende sera reliée à la Nativité. Il deviendra dans presque toute la France « Papa Noël » soit « père de la Nativité ».
À Bari, la relique aurait produit des miracles. Selon une légende, saint Nicolas aurait ressuscité trois enfants découpés par un horrible boucher. Il est alors présenté comme le saint protecteur des tout-petits. C’est pourquoi, en sa mémoire, le 6 décembre de chaque année, principalement dans les pays d’Europe du Nord et d’Europe centrale (notamment dans l’Est de la France en Alsace, à Metz, à Nancy et à Saint-Nicolas-de-Port), la coutume veut qu’un personnage, habillé comme on imaginait que saint Nicolas l’était (grande barbe, crosse d’évêque, mitre, grand vêtement à capuche), va alors de maison en maison pour offrir des cadeaux aux enfants sages. Au XVIe siècle, la légende du saint s’enrichit avec le personnage du père Fouettard qui punit les enfants désobéissants (selon certaines traditions, celui-ci serait en fait le boucher de la légende). En France, à partir du XIIe siècle également, le vieux qui présidait ce cortège est par la suite appelé « Noël ».[réf. nécessaire]
Dans l'historiographie, le « bonhomme Hiver » remonte au Moyen Âge, il est cet homme usé qui vient se réchauffer au feu nouveau (la grosse bûche consacrée) et à qui l'on offre des présents[réf. nécessaire]. Au XVIIIe siècle, l'idée de Noël comme jour sacré de la famille fait son chemin tant dans l'aristocratie que chez les bourgeois et les artisans. Au cours de la première révolution industrielle, se met en place un processus qui associe cadeaux, commerce et moments de générosité envers les enfants : c'est l'invention de la vitrine pleine de jouets et du mythe de la cheminée, profondément urbaine.

### Réforme,Father Christmaset Sinterklaas des Pays-Bas

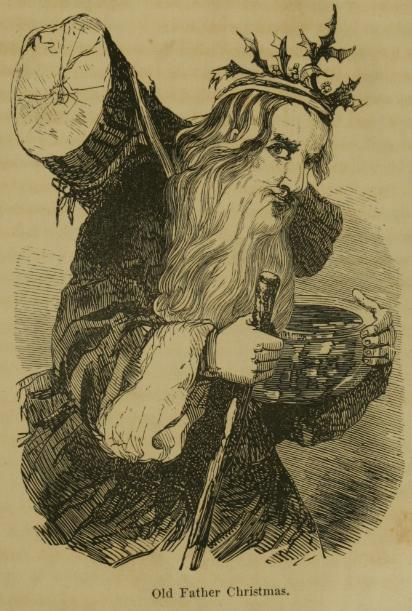
Représentation britannique du vieux Father Christmas (1855).

Au moment de la Réforme, les protestants luthériens, qui rejettent le rôle patronal des saints, remplacent saint Nicolas par l’enfant Jésus (le Christkind allemand), fêté le 25 décembre. Aux Pays-Bas, saint Nicolas se transforme après la Réforme en un personnage semi-laïc, Sinter Klaas par l’influence des huguenots. Au Canada, les francophones catholiques utiliseront longtemps le personnage de l’enfant Jésus, alors que Santa Claus se charge de distribuer des cadeaux aux petits anglophones.
L'historiographie du père Noël est donc très complexe : à la fin du XVIIe siècle, on trouve par exemple un « Father Christmas » dans des gravures anglaises, qui renvoie possiblement à des mascarades depuis longtemps établies au moment du solstice d'hiver dans toutes les îles Britanniques. La tradition du père Noël semble donc avoir des origines en Europe du Nord.[réf. nécessaire]
Il est, par son apparence, en partie inspiré de Julenisse, un lutin nordique qui apporte des cadeaux, lors de la fête du milieu de l'hiver appelée la Midtvintersblot.[réf. nécessaire]

### De Saint Nicolas àSanta Claus

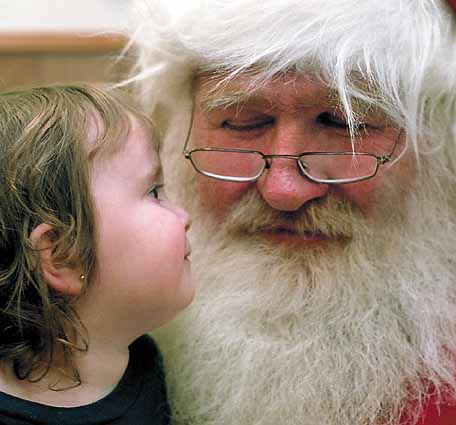
Portrait moderne du père Noël fréquemment montré comme écoutant les souhaits de Noël des enfants.

Le père Noël tel que nous le connaissons aujourd'hui est issu d'un triple mouvement en profondeur, l’américanisation, l’uniformisation et la déchristianisation. Il est popularisé dans la deuxième moitié du XIXe siècle aux États-Unis, nation d’immigrants, en majorité de protestants qui rapportent avec eux les traditions européennes et les légendes des pays froids, leurs rennes, leurs lutins et leurs sapins. Il prend le nom ouvertement germanique de Santa Claus, directement inspiré du Saint Nicolas de la Flandre zélandaise.

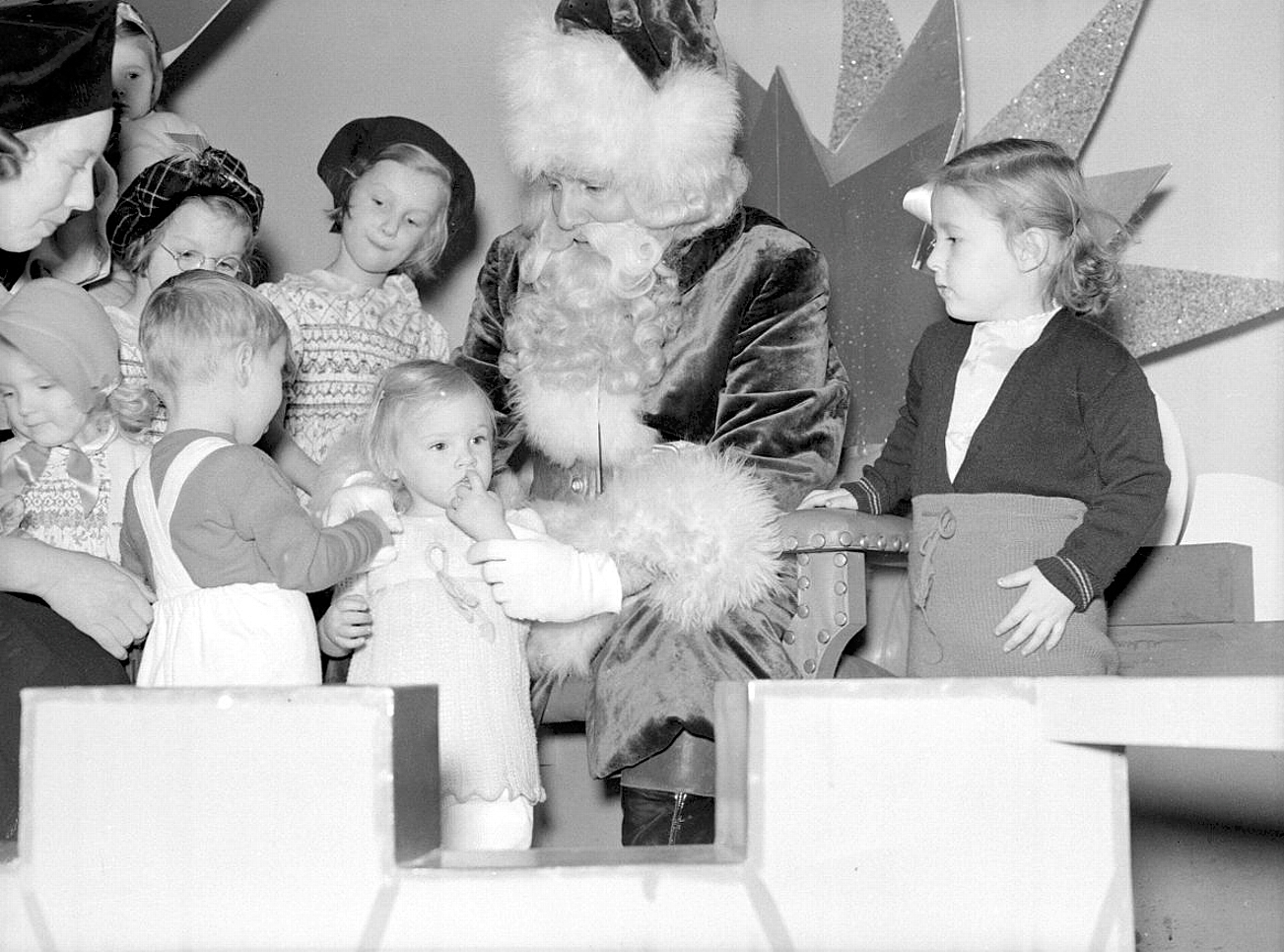
Des enfants entourant le père Noël du magasin Eaton de Montréal (Québec) en 1941.

En 1821, le livre A New-year’s Present, to the Little Ones from Five to Twelve (Un Cadeau pour le nouvel an aux petits de cinq à douze ans) est publié à New York (sous l’influence des Hollandais qui, en fondant La Nouvelle-Amsterdam au XVIIe siècle, importent le Sinter Klaas). Il contient le poème anonyme Old Santeclaus qui décrit un vieil homme qui apporte des cadeaux aux enfants sur un traîneau tiré par des rennes.

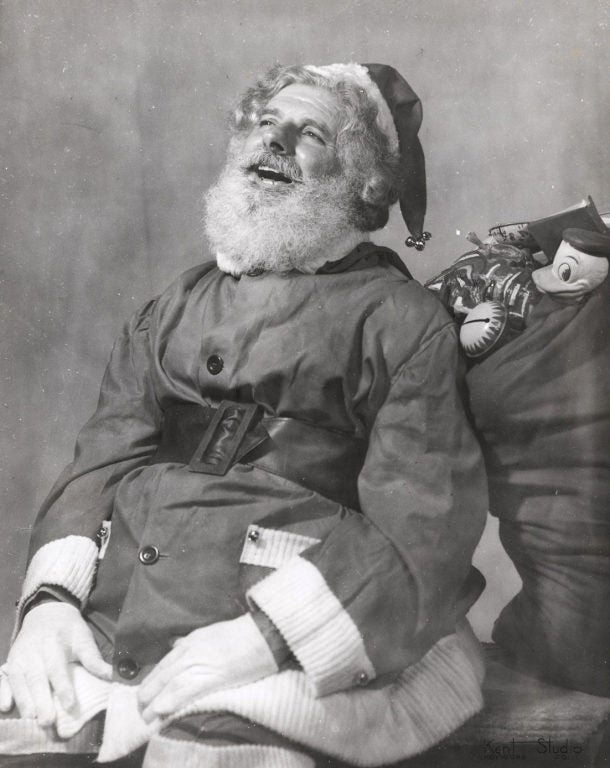
Un père Noël américain (Nicola Tribuzio) en 1961 (Kent Studio, Hayward, CA).

Le 23 décembre 1823, le journal Sentinel de Troy, dans l'État de New York, publie anonymement (mais attribué au professeur américain Clement Clarke Moore ou au major Henry Livingston Junior) le poème A Visit from St. Nicholas dans lequel saint Nicolas est présenté comme un lutin sympathique, dodu et souriant, qui distribue des cadeaux dans les maisons et se déplace sur un traîneau volant tiré par huit rennes nommés respectivement : Fougueux (Dasher), Danseur (Dancer), Fringant (Prancer), Rusé (Vixen), Comète (Comet), Cupidon (Cupid), Tonnerre (Donder) et Éclair (Blitzen). Ce poème a joué un rôle très important dans l’élaboration du mythe actuel, reprenant les attributs de saint Nicolas (barbe blanche, vêtements rouges et hotte) mais troquant sa mitre, sa crosse et son âne pour un bonnet rouge, un sucre d'orge et un traîneau tout en se débarrassant du père Fouettard. Après le journal Sentinel en 1823, il est repris les années suivantes par plusieurs journaux britanniques et américains (notamment sous l'influence des illustrateurs John Tenniel pour l'hebdomadaire Punch en 1850 et Thomas Nast dans le Harper's Weekly en 1863 qui fixent la figure du père Noël que nous connaissons aujourd'hui, un joyeux vieillard dodu à barbe blanche de 153 à 193 ans, pantalon bouffant retenu par un ceinturon noir et vareuse bordée de fourrure blanche, bonnet rouge et hotte remplie de jouets,), puis traduit en plusieurs langues et diffusé dans le monde entier.

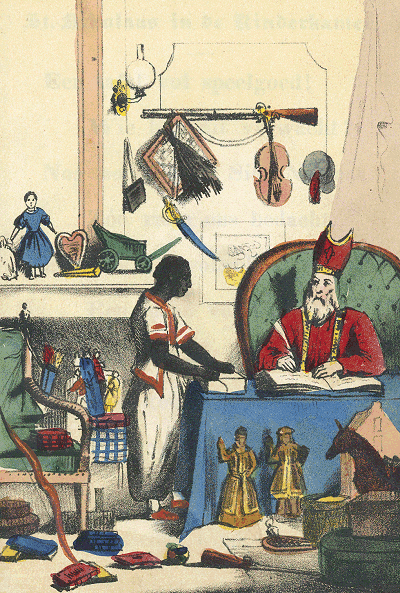
« Zwarte Piet » et saint Nicolas notant le nom des enfants sages (gravure néerlandaise de 1850 tirée d'un album de Jan Schenkman).

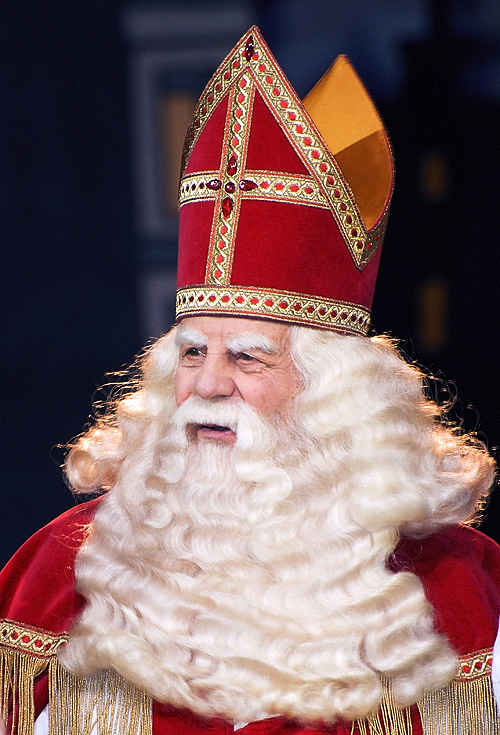
Un saint Nicolas en 2007 : le même costume que 150 ans plus tôt...

Il ne semble pas que la fête de Saint-Nicolas soit réapparue à New York durant la guerre d'indépendance, pour raviver la mémoire de l'origine hollandaise de la ville, autrefois appelée La Nouvelle-Amsterdam : cette thèse a été réfutée par Charles W. Jones qui affirme ne pas avoir retrouvé de documentation pour l'étayer. Howard G. Hageman, qui maintient l'existence d'une fête populaire de Saint-Nicolas chez les premiers colons hollandais de la vallée de l'Hudson en dépit de l'hostilité de la hiérarchie protestante, affirme cependant que cette tradition hollandaise de fêter saint Nicolas avait complètement disparu lorsque Washington Irving fonda la St. Nicholas Society of New York en 1835.
C'est vers 1850 que le passage de la célébration de la Saint-Nicolas à celle de Noël se fixe au Royaume-Uni, en lien avec Charles Dickens et ses « Livres de Noël » qui connaissent un gros succès (des traductions en français sont disponibles moins de dix ans plus tard). En 1863, le journal new-yorkais Harper's Weekly représente un « Santa Claus » vêtu d'un costume orné de fourrure blanche et d'une large ceinture de cuir. Pendant près de trente ans, Thomas Nast, illustrateur et caricaturiste du journal, décline ensuite par des centaines de dessins tous les aspects de la légende de Santa Claus et donne au mythe ses principales caractéristiques visuelles : un petit bonhomme rond, vêtu d'une houppelande en fourrure, la pipe au coin de la bouche comme un Hollandais (notamment dans un livre en couleur de 1866 intitulé Santa Klaus and his works où la couleur rouge de l'habit est établie, mais pas encore le blanc de la fourrure parfois de couleur sombre). C'est également Nast qui, dans un dessin de 1885, établit la résidence officielle du père Noël au pôle Nord. Les raisons du choix d'une contrée froide et éloignée ne sont pas claires mais certainement en rapport avec l'iconographie de Santa Claus habillé chaudement et utilisant un traîneau tiré par des rennes. Le petit-fils de Nast a affirmé que le choix de son grand-père a été dicté par le fait que ce pôle est équidistant de la majorité des pays de l'hémisphère Nord. Cette idée est reprise l'année suivante par l'écrivain George P. Webster qui précise que « sa manufacture de jouets et sa demeure, pendant les longs mois d'été, sont cachées dans la glace et la neige du pôle Nord ».

## Fonction

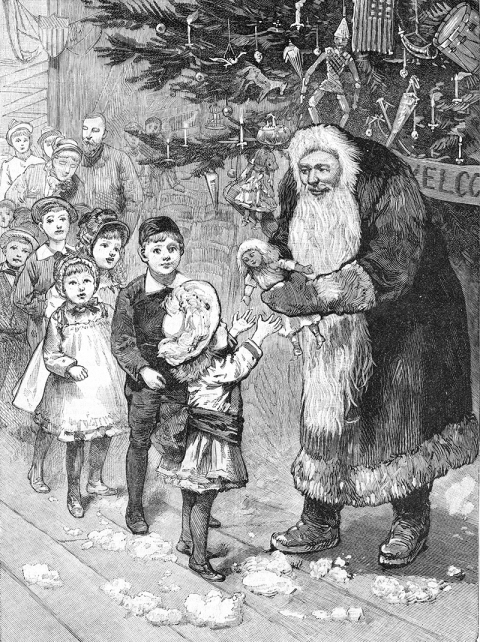
Distribution de cadeaux sous le sapin par Santa Claus (1884).

Qu'il soit appelé « Father Christmas » ou « Santa Claus » en anglais, « Weihnachtsmann » en allemand ou « père Noël » en français, la fonction principale du père Noël est de distribuer des cadeaux aux enfants dans les maisons pendant la nuit de Noël, qui a lieu chaque année du 24 au 25 décembre.
Même si le mythe peut varier fortement d'une région à l'autre, notamment à cause du climat du 25 décembre qui peut aller du début de l'hiver dans l'hémisphère nord au début de l'été dans l'hémisphère sud, on imagine généralement le père Noël comme un gros homme avec une longue barbe blanche, habillé de vêtements chauds de couleur rouge avec un liseré de fourrure blanche ; des lutins l'aident à préparer les cadeaux. Il effectue la distribution à bord d'un traîneau volant tiré par des rennes.
Il entre dans les maisons par la cheminée et dépose les cadeaux dans des chaussures disposées autour du sapin de Noël ou devant la cheminée (en France), dans des chaussettes prévues à cet effet, accrochées à la cheminée (en Amérique du Nord et au Royaume-Uni) ou tout simplement sous le sapin. En Islande, il dépose un petit cadeau dans une chaussure que les enfants laissent sur le bord d'une fenêtre dès le début du mois de décembre. Au Québec, les cadeaux au pied du sapin sont de mise, en plus des « bas de Noël » disposés sur la cheminée dans lesquels on met les petites surprises.

## Les rennes du père Noël

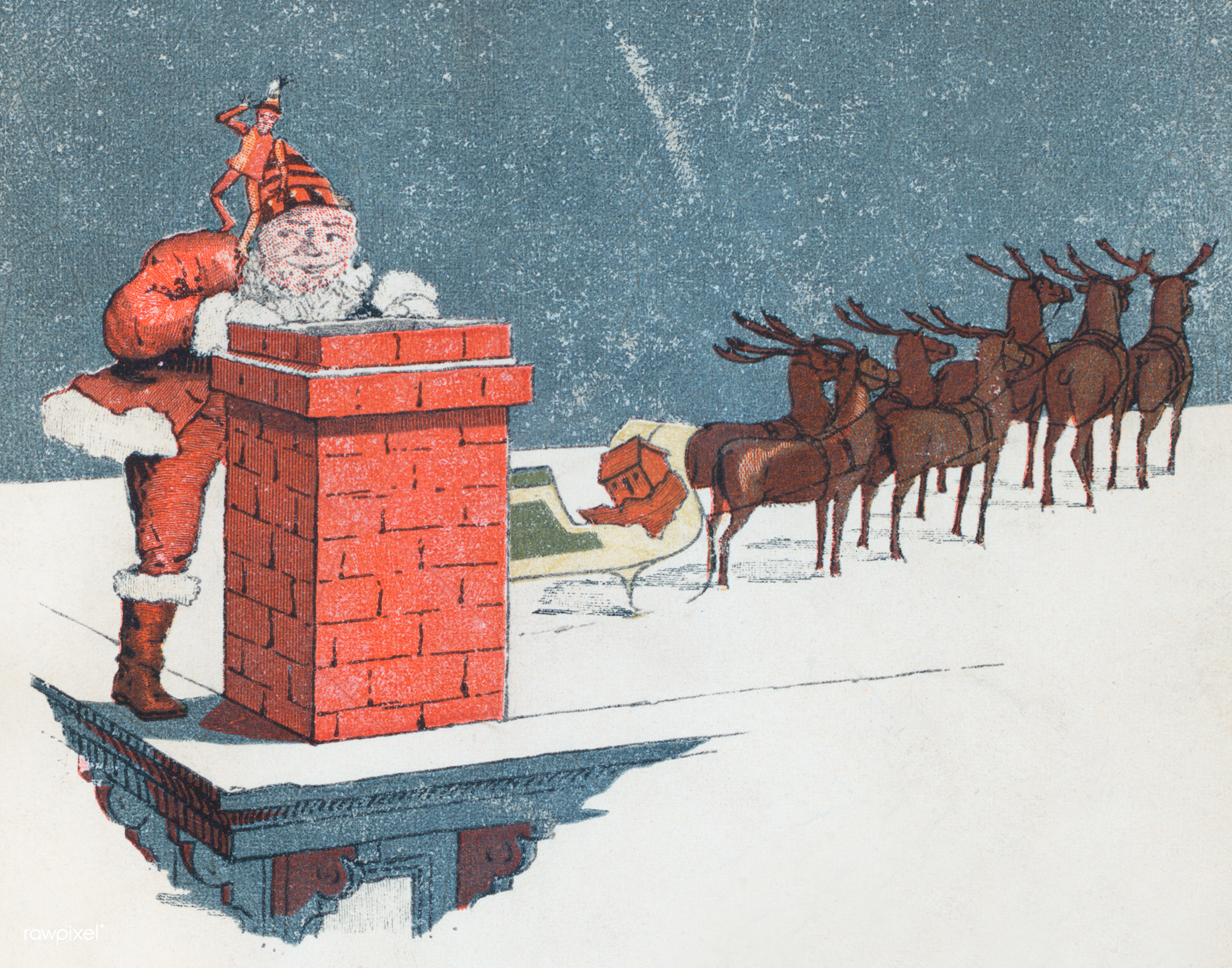
Les rennes du père Noël patientent durant la distribution de cadeaux (1891).

Rudolph, le renne au nez rouge.

Jusqu'au tournant du XXe siècle, le père Noël n'a que huit rennes (Tornade, Danseur, Furie, Fringant, Comète, Cupidon, Éclair et Tonnerre). Le neuvième, nommé Rudolph (Rodolphe en français), fut créé en 1939 par le poète Robert L. May dans un conte où le père Noël doit affronter des conditions météorologiques si mauvaises qu'il risque d'être en retard dans sa livraison de cadeaux. Dans cette histoire, il réussit à les distribuer grâce au nez lumineux de Rudolph qui l'orientait dans la tempête.
À partir du début du XXe siècle, différentes cartes-postales montrent le père Noël se déplaçant sans ses rennes : sur un traîneau tiré par des elfes, dans une montgolfière ou conduisant une motocyclette.
En 2001, sort un film d'animation anglais avec des personnages en pâte à modeler, dont le héros est Robbie le renne qui rêve de devenir un membre de l'attelage du père Noël comme son père.

Autres moyens de locomotion du père Noël
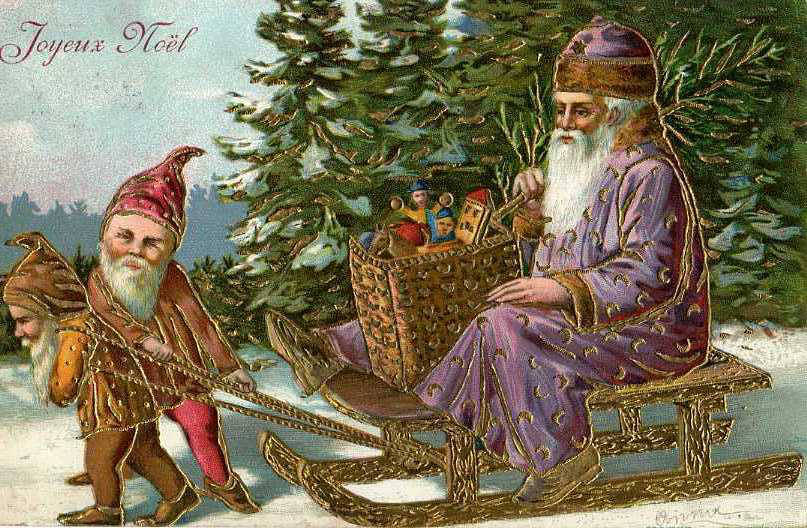
Santa vêtu de mauve sur un traîneau tiré par des lutins (vers 1900).
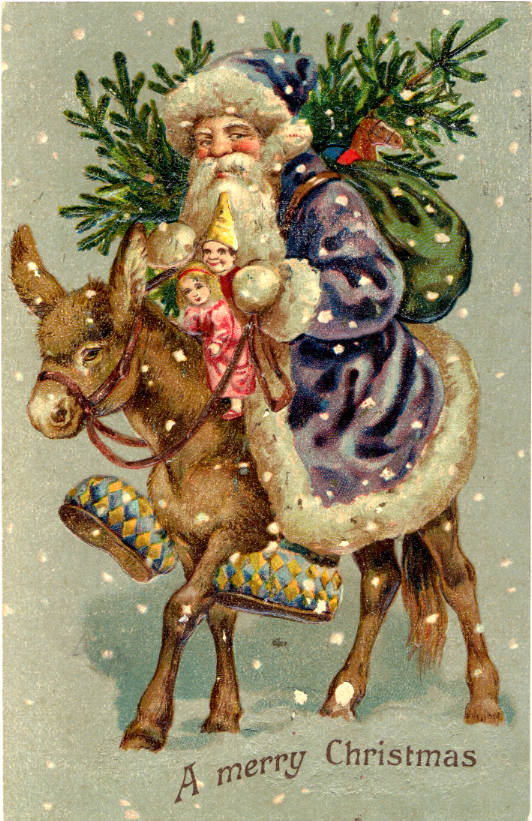
Le père Noël monté sur un âne.
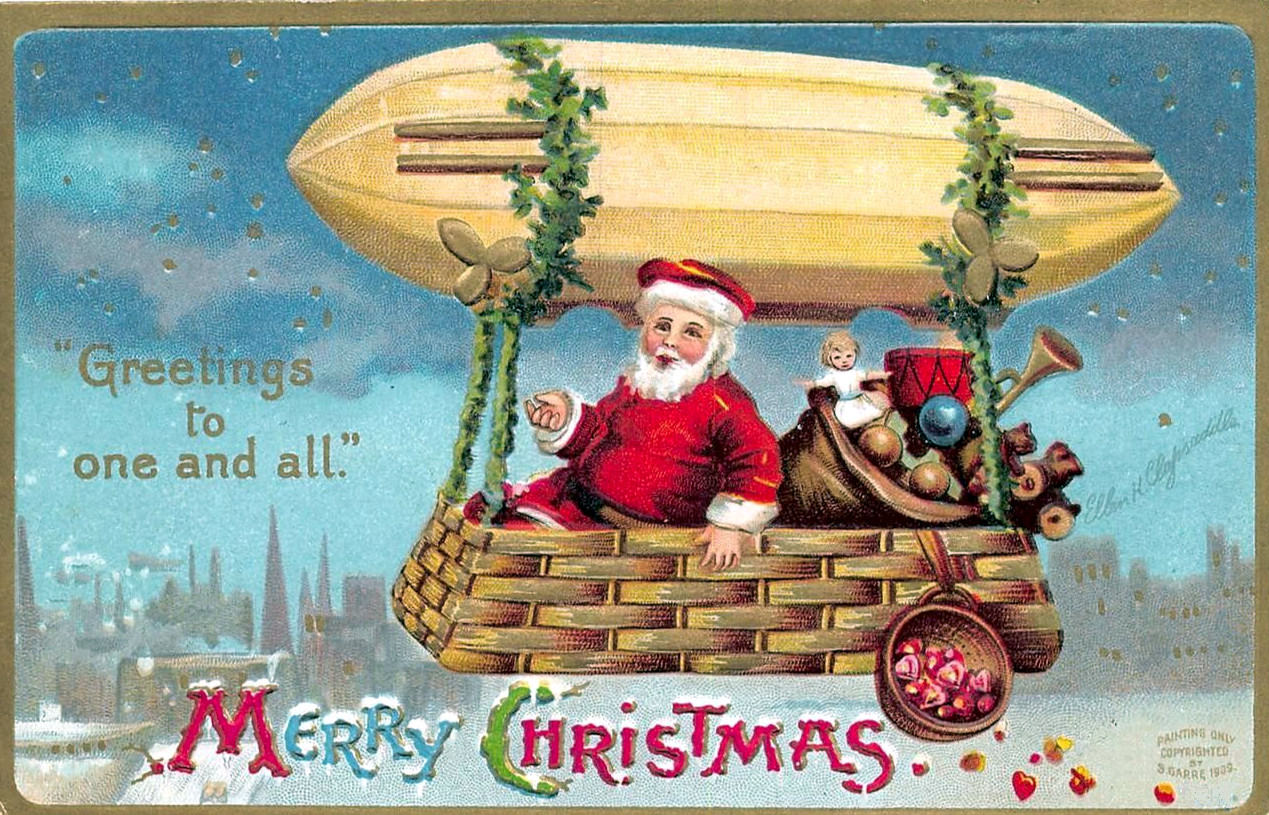
Le père Noël dans la nacelle d'un zeppelin (1909).
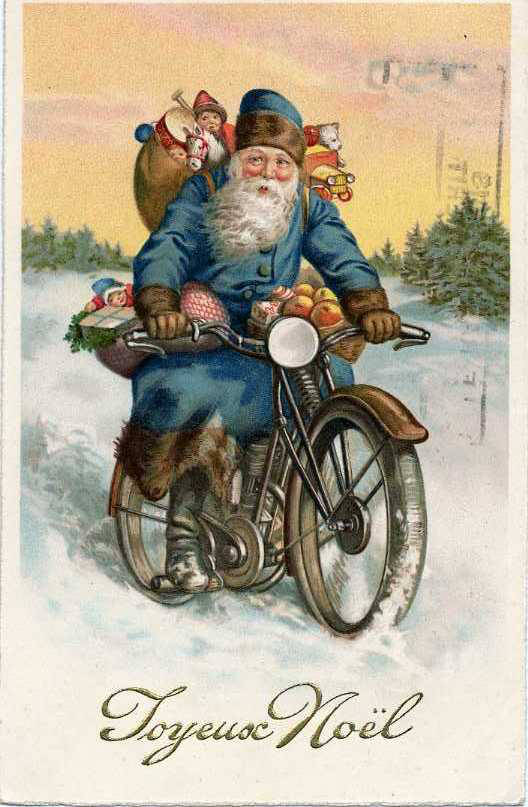
Santa vêtu de bleu chevauchant une motocyclette (vers 1930).
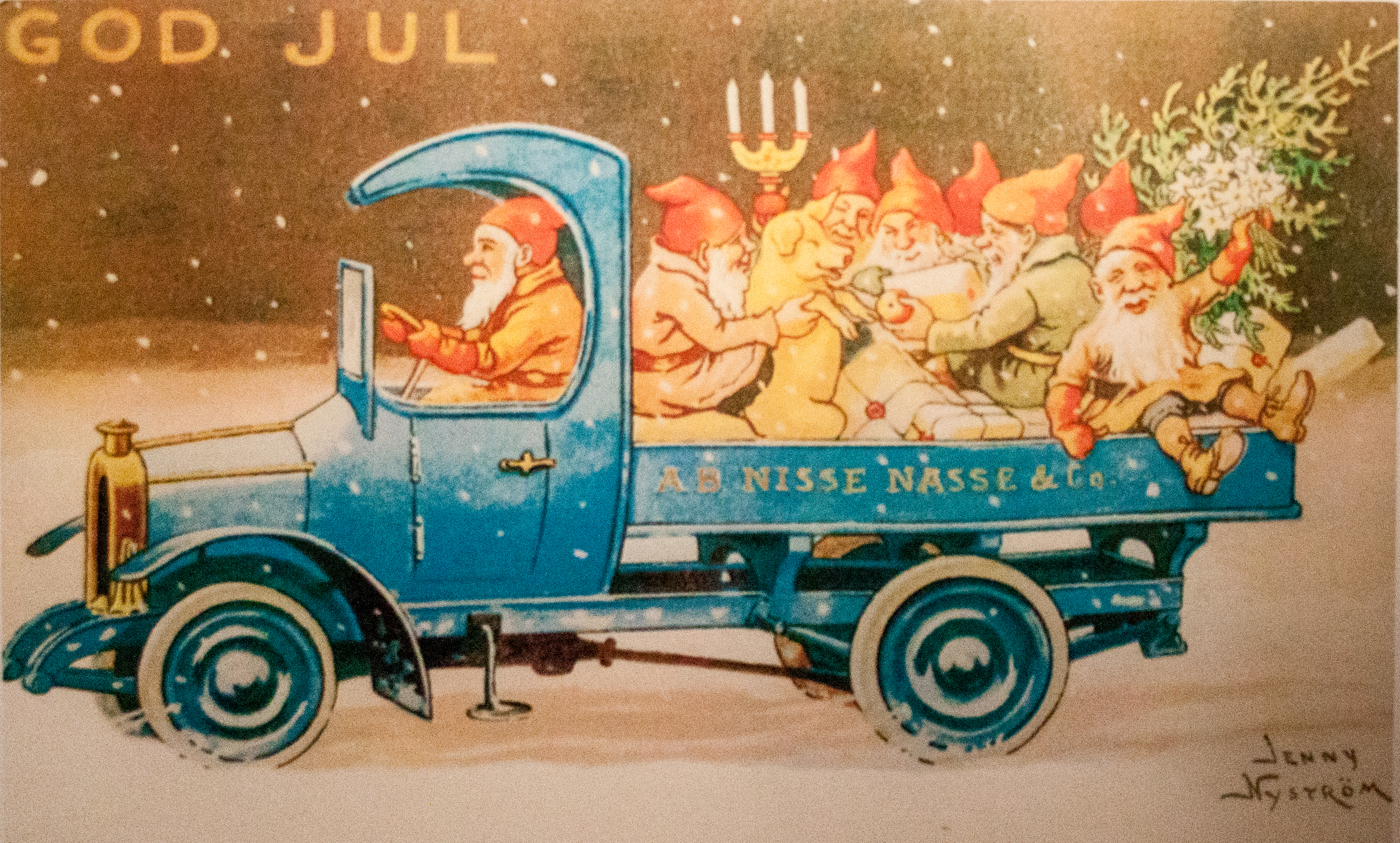
Le père Noël au volant d'un camion bleu (avant 1946).

## Lieu d'habitation

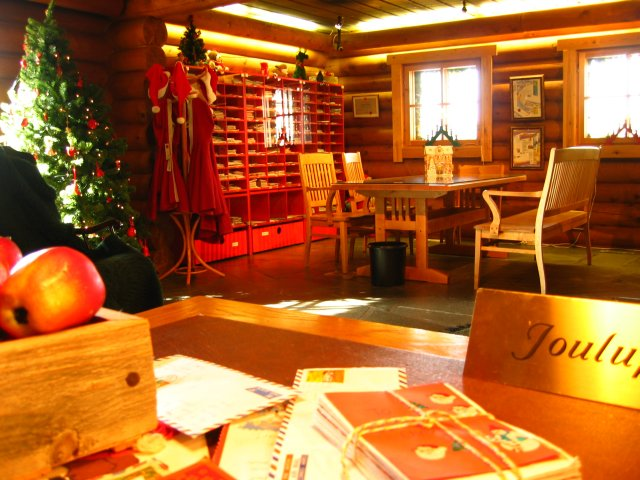
Le bureau de poste moderne du Père Noël à Rovaniemi dans le nord de la Finlande.

Le lieu d'habitation supposé du père Noël est très controversé.
- Selon les Norvégiens, il habite à Drøbak, à 50 km au sud d'Oslo. Pour les Suédois, c'est à Gesunda, au nord-ouest de Stockholm, et pour les Danois à Uummannaq, au Groenland.
- Les Américains considèrent encore aujourd'hui qu'il habite au pôle Nord.
- En 1927, les Finlandais ont décrété que le père Noël ne pouvait pas vivre au pôle Nord car il lui fallait nourrir ses rennes : ils fixèrent sa résidence en Laponie, au Korvatunturi puis, cette région étant un peu isolée, ils l'ont fait déménager près de la ville de Rovaniemi au Village du Père Noël.
- Depuis 1999, Ded Moroz, le cousin russe du père Noël, avec sa petite fille Snegourotchka, a une résidence officielle dans la ville de Veliki Oustioug dans le nord de la Russie[30].
- Au Canada une grande partie de la population croit qu'il réside au pôle Nord, certains qu'il serait dans le grand Nord canadien. Selon la célèbre chanson du canadien Joseph (Pierre Laurendeau), reprise par Les Colocs, le personnage serait en fait québécois, comme l'indique le titre lui-même : Le père Noël c't'un Québécois. En 1953, Réal Rousseau et Jacques T. Melchers construisirent la résidence d'été du père Noël à Val-David dans les Laurentides, au Québec. Le père Noël y déménagea l'année-même et y arriva en hélicoptère. Il y revient à chaque été et a reçu près de 3 millions de visiteurs[31],[32].
- Dans le Pacifique, l'île Christmas se revendique également comme une résidence secondaire du père Noël.
- La Turquie, qui a gardé des reliques de saint Nicolas dans la très touristique région d'Antalya, est aussi de la partie.

Dans certains pays, une lettre envoyée au Père Noël (quelle que soit l'adresse inscrite : « pôle Nord », « Laponie » ou autre) peut être traitée par le service des postes de ce pays, qui répond ainsi aux jeunes expéditeurs.

## Dans le monde

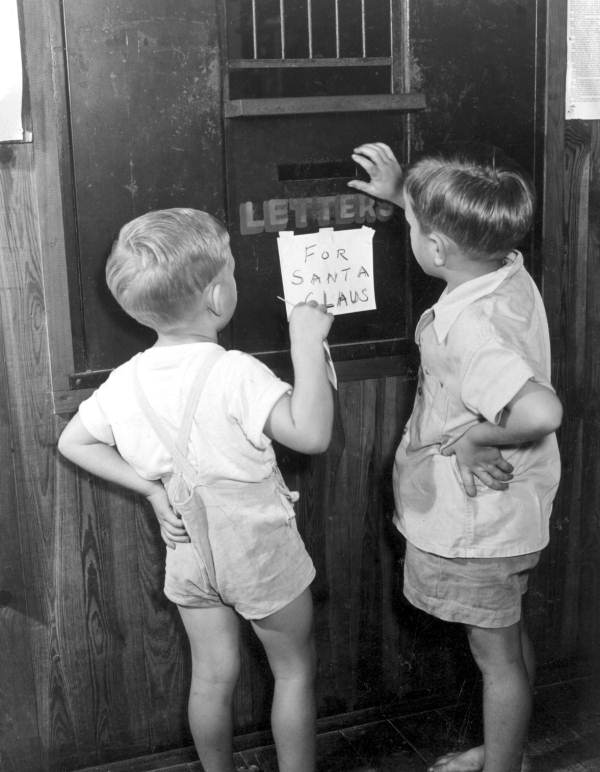
Boîte aux lettes pour Santa Claus, Floride, 1947.

### Au Canada
H0H 0H0 est un code postal utilisé par Postes Canada pour acheminer le million de lettres annuelles destinées au père Noël au pôle Nord. En 1974, le personnel de Postes Canada à Montréal recevait une quantité considérable de lettres adressées au père Noël et ces lettres étaient traitées comme « indistribuables ». Comme les employés ne voulaient pas que les expéditeurs, pour la plupart des enfants, soient déçus par l'absence de réponse, ils se mirent à répondre eux-mêmes. La quantité de courrier adressé au père Noël a augmenté chaque année, au point où Postes Canada décida de mettre en place un programme officiel de réponse aux lettres adressées au père Noël, en 1983. Environ un million de lettres pour le père Noël sont reçues chaque année, dont certaines provenant d'autres pays que le Canada. Chaque expéditeur recevra une réponse dans la langue qu'il a utilisée pour écrire au père Noël.
Postes Canada a mis en place une adresse spéciale pour le père Noël, avec son code postal dédié : Père Noël, Pôle Nord H0H 0H0, Canada. Le code postal « H0H 0H0 » a été choisi en ressemblance au rire caractéristique du père Noël (en anglais) : « Ho ! Ho ! Ho ! ».
La même année, en décembre 1983, le nom du lac du Père-Noël a été officialisé par la Commission de toponymie du Québec.
Le 22 décembre 2010, Jason Kenney, le ministre canadien de la Citoyenneté, de l’Immigration et du Multiculturalisme, a affirmé avoir remis son certificat de citoyenneté au père Noël.

### En France

#### Apparition de l'expression en français

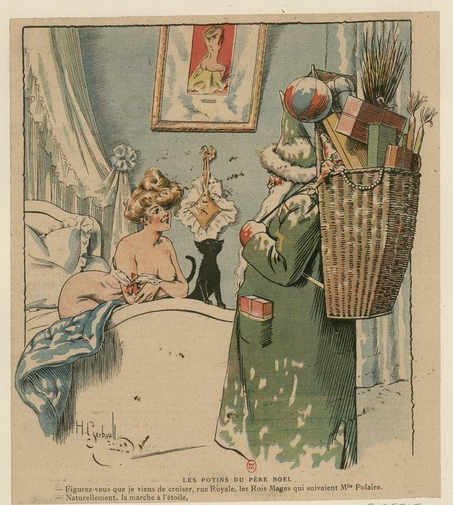
Image humoristique d'Henry Gerbault (avant 1913) : un père Noël vert à bonnet pointu portant une hotte pleine de cadeaux.

D'après la Base historique du vocabulaire français, le premier emploi attesté de la locution nominale « père Noël » se trouve dans le numéro de La Revue comique à l'usage des gens sérieux paru le 23 décembre 1848 : 

« – Pan ! pan ! 
– Qui est là ? 
– Le vieux père Noël de 1848. 
– Farceur ! 
– Il n'y a pas de farceur ; je suis réellement le père Noël qui vient vous rendre visite. Ouvrez, je meurs de froid. 
– Entrez, alors ; mais, à vrai dire, je ne vous attendais guère. Pourquoi n'êtes-vous pas tombé chez moi par la cheminée, selon l'usage ? »

Le Trésor de la langue française informatisé retient comme premier emploi significatif de « père Noël » celui qu'en fait l'écrivaine George Sand dans son Histoire de ma vie, parue en 1855 : 

« Ce que je n'ai pas oublié, c'est la croyance absolue que j'avais à la descente par le tuyau de la cheminée du petit père Noël, bon vieillard à barbe blanche, qui, à l'heure de minuit, devait venir déposer dans mon petit soulier un cadeau que j'y trouvais à mon réveil. »

#### Provence, Italie
Cet usage propre à George Sand cité ci-dessus n'est pas général à la France de cette époque, puisque dans la deuxième partie du XIXe siècle, on parle du « bonhomme de Noël », du « bonhomme Noël », ou du « petit Noël ou petit Jésus ».
D'autre part, la France est surtout un ensemble de traditions locales très riches et variées : par exemple, la Provence privilégie les santons, la crèche et l'arrivée des Rois Mages chargés de cadeaux ; en Franche-Comté, il s'agit d'une fée montée sur son âne, qui arrive le jour de Noël ou, bien plus tard, le jour de l’Épiphanie — l'arrivée des Rois chargés de présents —, comme en Italie, où la Befana, qui est aussi une sorte de fée ou de mère-fouettarde, vient récompenser ou punir les enfants dans la nuit précédant le jour de l'Épiphanie : elle offre soit des bonbons, soit du charbon, et cette tradition est encore très vive dans la Péninsule, profondément attachée aux figures féminines (comme la Vierge), et où les enfants n'ont leurs cadeaux que ce jour-là et non pas le soir du 24 décembre.

#### Popularisation

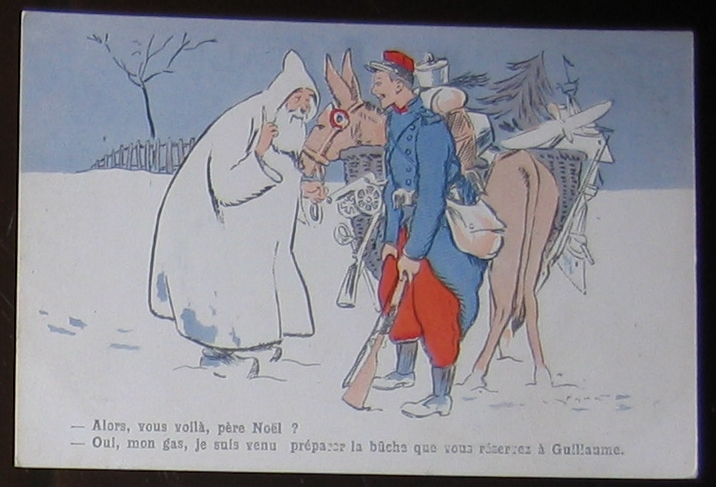
Carte patriotique française éditée pour Noël en 1914 : un vieil homme barbu habillé de blanc accompagné d'un âne chargé de cadeaux.

Depuis le début du XXe siècle, cette fête se laïcise et n'est plus l'apanage des chrétiens.
En 1946, la chanson Petit Papa Noël est transmise sur les ondes françaises : à l'origine, elle a été créée en hommage aux enfants dont les pères sont absents du fait de la guerre.
D'après l'anthropologue Claude Lévi-Strauss, c'est surtout dans l'après-Seconde Guerre mondiale que le folklore américain de Noël (incluant le père Noël mais aussi les sapins de Noël, les illuminations, les cartes de vœux, la profusion de cadeaux, etc.) se développe en France, avec un accueil hostile des autorités ecclésiastiques. Selon lui, ces « usages qui paraissaient, il y a quelques années encore, puérils et baroques au Français visitant les États-Unis, et comme l’un des signes les plus évidents de l’incompatibilité foncière entre les deux mentalités » se sont acclimatés en France avec une rapidité stupéfiante, grâce à la complicité des commerçants.
Après la Seconde Guerre mondiale, le père Noël à l'image actuelle (vieillard débonnaire barbu, rondelet et jovial, à la houppelande rouge et au ceinturon noir) arrive en France avec le plan Marshall et la marque Coca-Cola, dont cette dernière fige l'image associée au père Noël, que Coca-Cola n’a pas créée mais simplement popularisée dans les années 1930,,.

#### Opposition
Des réactions négatives se manifestent : ainsi, le 23 décembre 1951, mettant en œuvre le souhait de l'évêque de Dijon, Monseigneur Guillaume Sembel, de lutter contre une « fabulation trompeuse », un vicaire, l'abbé Jacques Nourissat, fait brûler l'effigie du père Noël, « usurpateur et hérétique », devant 250 enfants du patronage sur le parvis de la cathédrale Saint-Bénigne.

L'anthropologue Claude Lévi-Strauss remarque, à propos de cet « autodafé de Dijon », que : 

« ce n'est pas le moindre paradoxe de cette singulière affaire qu'en voulant mettre fin au Père Noël, les ecclésiastiques dijonnais n'aient fait que restaurer dans sa plénitude, après une éclipse de quelques millénaires, une figure rituelle dont ils se sont chargés, sous prétexte de la détruire, de prouver la pérennité. »

#### Courrier au père Noël
Le secrétariat du Père Noël est créé par le ministre des PTT, Jacques Marette, en 1962 dans le service des « rebuts » de l'hôtel des Postes à Paris, à l'imitation d'une pratique en cours au Danemark. Il est ensuite transféré en 1967 au sein du centre des recherches du courrier la Poste à Libourne (le seul qui soit autorisé à ouvrir le courrier). La lettre au père Noël est donc ouverte pour retrouver l'adresse de l'expéditeur et lui envoyer gratuitement une carte-réponse. La première « secrétaire du père Noël » qui rédige ainsi la première réponse par l'entremise des PTT en 1962, est en réalité la propre sœur du ministre Marette, la pédiatre et psychanalyste Françoise Dolto.

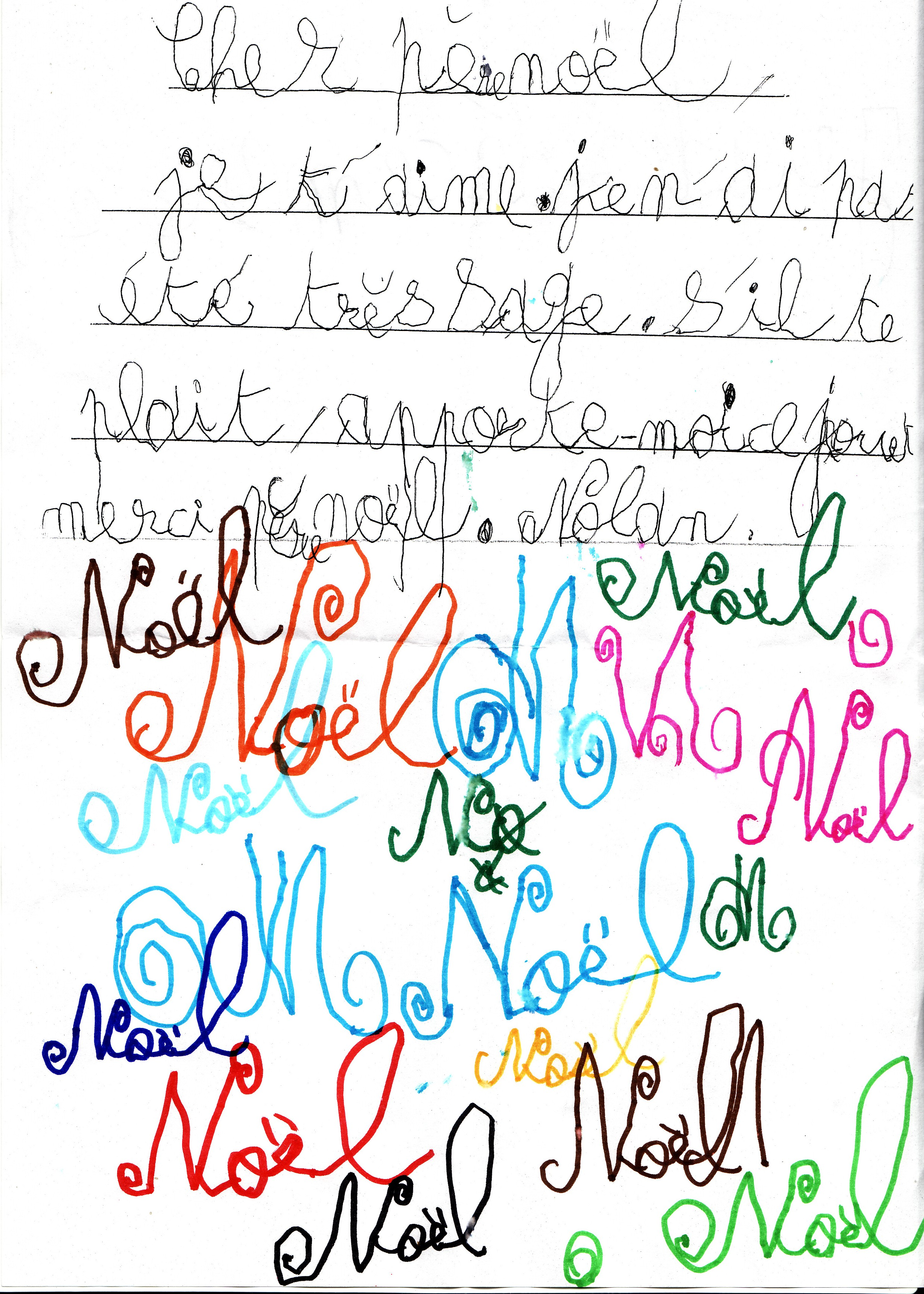
Lettre d'enfant au Père Noël.

Cette opération, plébiscitée par les enfants et leurs parents, connaît un succès grandissant : le courrier reçu par le père Noël a plus que doublé en dix ans. En 2007, le père Noël a reçu plus d'1,6 million de courriers, dont 1,43 million de lettres et 181 200 courriels (via le portail Internet du Groupe La Poste et le site du père Noël de La Poste - www.laposte.fr/pere-noel), cette évolution se stabilisant depuis. Le Service Client Courrier de Libourne est toujours au service du père Noël. En 2012, plus de 1 700 000 lettres et de 200 000 courriels, en provenance de plus de 120 pays. En 2020, plus d'1,25 million lettres écrites depuis 132 pays sont parvenues jusqu'au service du père Noël, 80 000 d’entre elles ont été effectuées par voie électronique.
Le service se fait fort d'envoyer une réponse à chaque enfant, par La Poste, dès lors que son nom et son adresse sont indiqués au dos de l’enveloppe et sur sa lettre. Il s'agit d'une carte postale spécialement imprimée à cet effet. Aucune information personnelle ne fait l’objet d’un traitement informatique de collecte de données.
Le secrétariat du père Noël est ouvert de la mi-novembre à la mi-décembre. Le service est gratuit : les enveloppes n'ont pas à être timbrées pour arriver à destination. Chaque enfant peut imaginer l'adresse qu'il souhaite et le nom du père Noël, la lettre arrivera et sera traitée.
Les adresses les plus fréquentes pour que les enveloppes soient acheminées jusqu'au bureau du père Noël sont : 
- 1, rue du Ciel étoilé - Pôle Nord
- Route des Nuages - Dans le grand Nord
- Avenue des Rennes Village du Père Noël - Laponie
- Route de la Banquise - Pays des Ours blancs
- Secrétariat 33500 Libourne - France

En 2014, toute l'histoire du secrétariat du père Noël de La Poste est racontée pour la première fois dans un livre scientifique.

## Récupération marchande

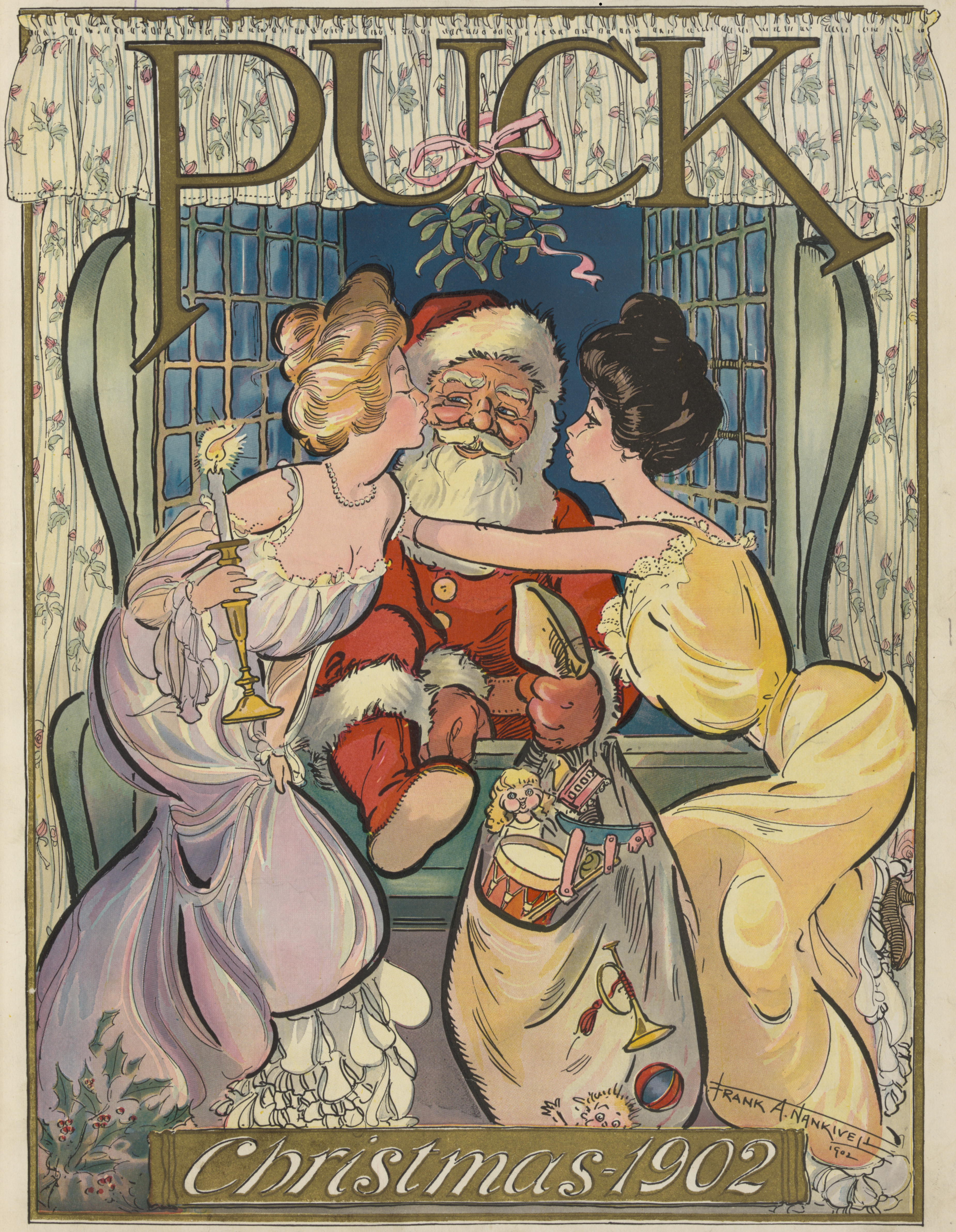
Le Père Noël en couverture du magazine américain Puck du 3 décembre 1902.

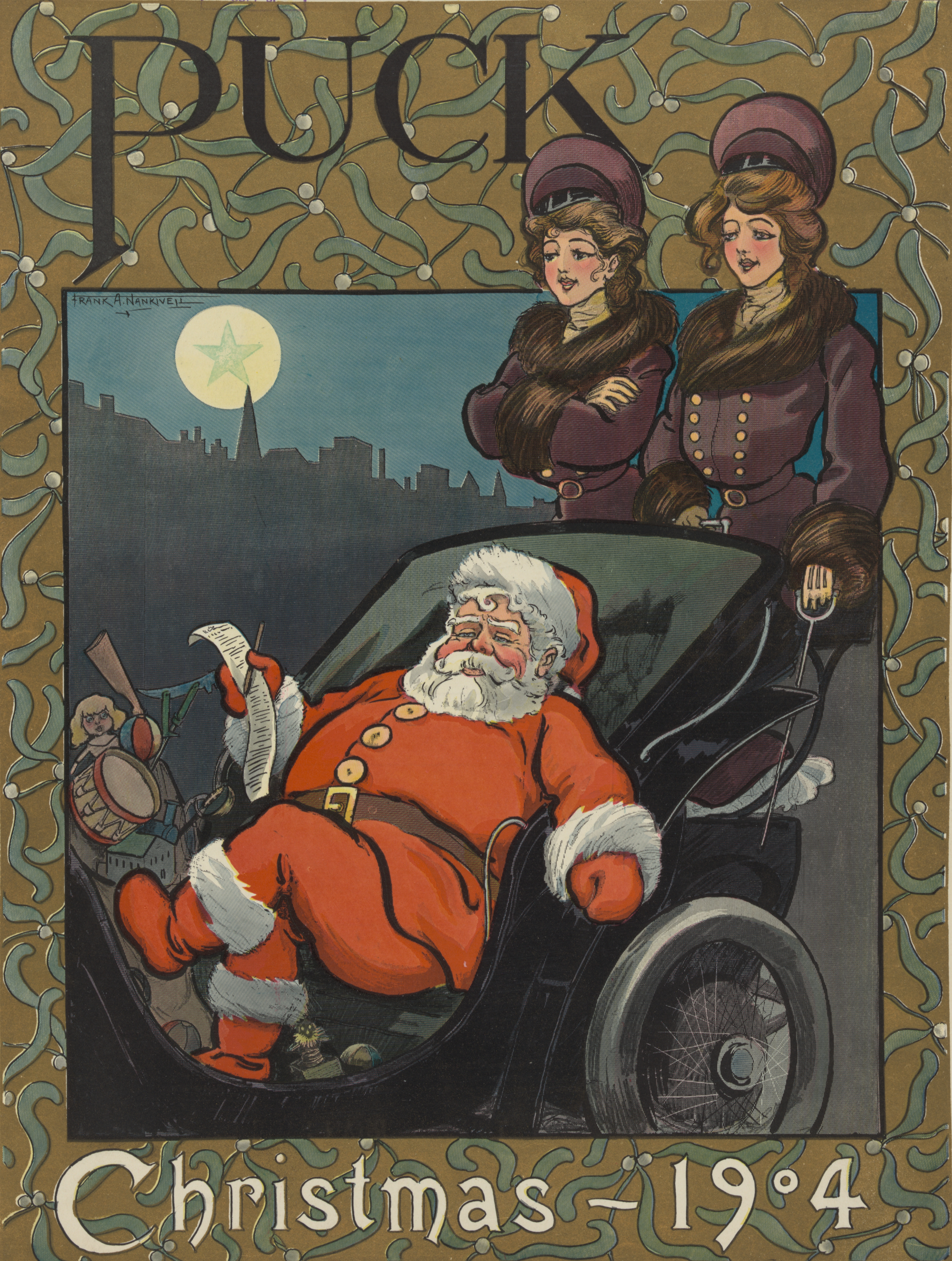
Le Père Noël en couverture du magazine américain Puck du 7 décembre 1904.

La dimension mercantile de Noël ne doit pas être évacuée : c'est un dispositif mis en place depuis au moins le milieu du XIXe siècle. Comme le démontre du reste Martyne Perrot, « il s’agit d’une fête et d’une pratique qui sont étroitement liées aux différentes évolutions du commerce, que ce soit pour les bimbeloteries ou le développement des grands magasins. On voit apparaître alors, dès le XIXe siècle, différentes innovations qui perdurent encore de nos jours : les catalogues qui soulignent les tendances du moment, les affiches publicitaires avec les premiers personnages incarnant Noël, l’empaquetage systématique du présent par du papier cadeau, ou encore l’instauration des premières vitrines animées des grands magasins. »
L'idée selon laquelle le père Noël aurait été dessiné par la compagnie Coca-Cola en 1931 est une légende urbaine,. Une étude de la représentation du père Noël dans les années précédentes montre en effet que l'aspect qu'on lui connaît aujourd'hui était déjà répandu, y compris sa couleur rouge, utilisée dès 1866, et même avant, par exemple aux Pays-Bas.
Ainsi, dès 1896, le père Noël apparaît déjà habillé en rouge et blanc essentiellement sous sa forme actuelle dans plusieurs couvertures du magazine Puck. Cette couleur est dès lors celle qui est principalement associée à la pompe ecclésiastique, de même que la mitre : cependant, lorsque l'on regarde l'iconographie de saint Nicolas sur plusieurs siècles, l'habit prend de multiples couleurs.
Coca-Cola, en 1931, associe sa marque aux représentations de Santa Claus fabriquées par l'illustrateur Haddon Sundblom qui travailla longtemps pour la D'Arcy Advertising Agency (en) : il s'inspira du poème A Visit from St. Nicholas datant de 1822 et se prit lui-même pour modèle.
De nombreuses entreprises avaient déjà utilisé son image dans des publicités, comme le fabricant de stylos Waterman en 1907, le manufacturier de pneumatiques Michelin en 1919, le fabricant de savon Colgate en 1920 et même Coca-Cola, dès les années 1920, qui reprit alors les illustrations de Thomas Nast. Néanmoins, il est vraisemblable que Coca-Cola ait largement contribué à fixer l'image actuelle du père Noël.
Une campagne de presse condamnant son utilisation comme outil de merchandising est alors menée et atteint son paroxysme lorsqu'un prêtre dijonnais, Jacques Nourissat, condamne au bûcher le personnage du père Noël, outré qu'il soit à l'effigie des grands magasins de Dijon. Cet autodafé a lieu sur les grilles de la cathédrale Saint-Bénigne le 23 décembre 1951. Cet évènement donne lieu à de vifs débats entre les écrivains catholiques Gilbert Cesbron et François Mauriac, qui reprochent la marchandisation du père Noël, tandis que des personnalités comme René Barjavel, Jean Cocteau ou Claude Lévi-Strauss prennent sa défense.
Dans les régions européennes où la tradition de Santa Claus n'existait pas, l'arrivée du père Noël sous sa forme actuelle a pu être ressentie comme l'intrusion d'une fête américaine dans un contexte principalement marchand, ce qui a pu susciter quelques réactions de rejet.

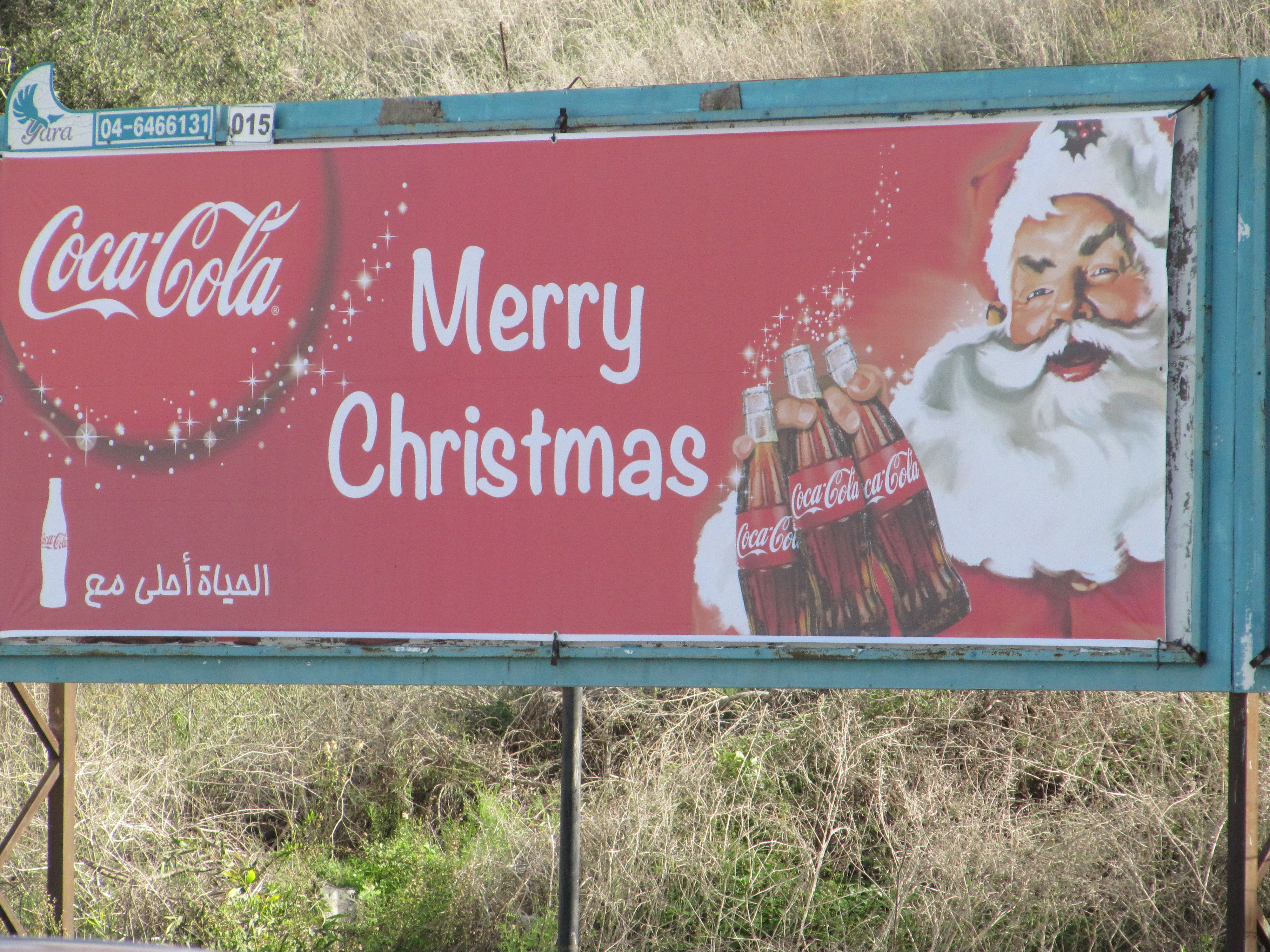
Publicité de Noël à Nazareth (Israël).

Aujourd'hui, le père Noël est également utilisé, le 25 décembre, dans des pays n'ayant pas de tradition chrétienne, tels que la Chine, comme outil de vente et comme occasion d'offrir des cadeaux, de décorer la ville et de réunir la famille. La hotte du père Noël peut être un panier ou être une sorte de grand sac marron dans lequel les cadeaux des enfants doivent être entreposés.

« "La marque « Papa Noël » vaut 1 600 milliards de dollars, tandis qu'Apple est évaluée à 87,3 milliards", affirmait David Haigh, PDG de Brand Finance en 2013, qui ajoute : "Il n'est pas étonnant que des marques comme Coca-Cola, Volkswagen ou KFC se pressent pour obtenir son appui". »

Toutes ces marques sont connues dans le monde entier, comme l'image actuelle du père Noël, qui est en définitive aussi le fruit d'une mondialisation des imaginaires, dont les repères ont tendance à s'uniformiser du fait des modes de consommation.

## Nom du père Noël selon les pays

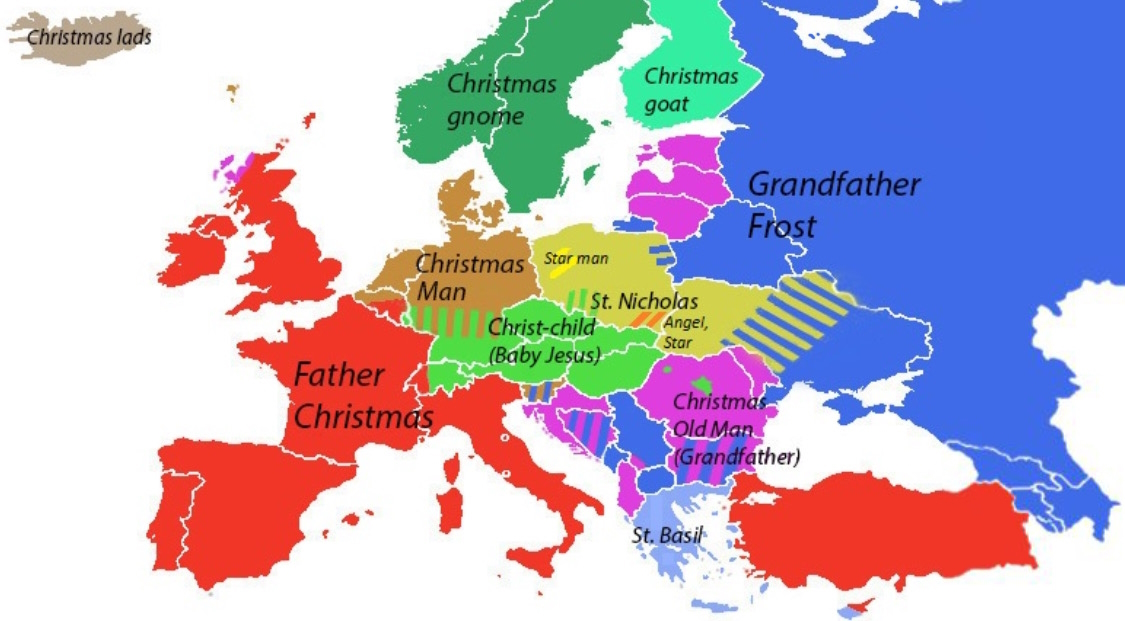
Les différentes appellations du père Noël en Europe.

Le père Noël est généralement reconnu et célébré dans la plupart des pays européens et nord-américains. Ailleurs, celui qui distribue les cadeaux durant les vacances d'hiver, incluant le nom, l'apparence, l'histoire, et la date d'arrivée, varie grandement.
En Amérique latine, il est généralement désigné sous le vocable « Papá Noel », mais cette appellation connaît quelques variations dans certains pays.
En Asie, les pays qui ont adopté cette tradition occidentale, célèbrent également Noël et le distributeur traditionnel de cadeaux, au moment des congés de fin d'année, tels Hong Kong, les Philippines (pays catholique), le Timor oriental, la Corée du Sud, la Malaisie, Singapour, l'Inde, et les communautés chrétiennnes d'Asie centrale et du Moyen-Orient.
Les chrétiens d'Afrique et Moyen-Orient perpétuent la tradition de Noël depuis le XIXe siècle et le XVIe siècle. Les descendants d'anciens colonisateurs perpétuent la tradition de leurs ancêtres.
- Afrique du Sud : Vader Kersfees ou Kersvader en afrikaans; Father Christmas ou Santa Claus / Sinterklaas
- Albanie : Babagjyshi i Krishtlindjeve (« Grand-père Noël ») ; Babadimri (« Grand-père Hiver »)
- Algérie : Baba Noel ; en Kabylie et dans les régions berbérophones : Vava Massilul ou Vava nuwal ; bien que l'Algérie soit principalement musulmane, certains foyers kabyles perpétuent la tradition de Massilul et de l'arbre de Noël (ou de la nouvelle année)
- Allemagne : Weihnachtsmann (« Homme-noël ») ; Christkind, au sud du pays
- Arménie : Ձմեռ Պապիկ (Dzmer Papik « Grand-père Hiver »)
- Australie : Santa (le plus populaire) Santa Claus ou Father Christmas (« Père Noël »)
- Autriche : Christkind (textuellement « Enfant-Christ », que l'on traduit en fait par l'Enfant Jésus mais qui, paradoxalement, est représenté par une jeune fille portant une couronne)
- Azerbaïdjan : Şaxta Baba
- Belgique : Père Noël ou Papa Noël (français) / Kerstman (néerlandais)
- Bosnie-Herzégovine : Djeda Mraz (« Grand-père Hiver »)
- Brésil : Papai Noel ; Bom Velhinho (« Bon vieil homme »)
- Bulgarie : Дядо Коледа (« Grand-père Noël »), Дядо Мраз (« Grand-père Frost ») depuis l'époque socialiste, peu employé
- Canada : Santa Claus (anglais), Père Noël (français)
- Chili : Viejito Pascuero
- Chine : 圣诞老人 (Shèngdàn lǎorén, « Le vieil homme de Noël »)
- Corée du Sud : 산타 클로스 (Santa Kullosu), 산타 할아버지 (« Grand-père Noël »)
- Croatie : Djed Mraz (« Grand-père Gel ») ou Djed Božičnjak (« Grand-père Noël »)
- Danemark : Julemanden
- Égypte : Baba Noel (arabe : بابا نويل)
- Espagne et certains pays d'Amérique espagnols : « Papá Noel », « San Nicolás » ou « Santa Claus » ; Apalpador en Galice, Olentzero au Pays Basque qui se substitue souvent au Père Noël ; Pare Noel (catalan). Les rois mages également le 6 janvier.
- Espérantie : en espéranto il existe de nombreuses manières de nommer le père Noël qui reflètent la diversité du monde, comme Patro Kristnasko, Avo Frosto ou Sankta Nikolao.
- Estonie : Jõuluvana
- États-Unis : Santa, Santa Claus ; Kris Kringle ; Papa Noël (dans le sud de la Louisiane), Saint Nicholas, Saint Nick ou Father Christmas
- Finlande : Joulupukki
- France : Père Noël ou Papa Noël ; Paire Nadau (occitan) ; Tad Nedeleg (breton) ; Bizarzuri (« Barbe Blanche » au Pays Basque) ; Père Chalande (arpitan) ; Babbu natale (corse) ; Barba Calèna (niçois)
- Géorgie : თოვლის ბაბუა, თოვლის პაპა (Tovlis Babua, Tovlis Papa « Grand-père neige »)
- Grèce et  Chypre : Άγιος Βασίλης (« Saint-Basil »)
- Hongrie : Mikulás (« Nicholas ») ; Télapó (« Le Père Hiver ») ; Jézuska ou Kis Jézus (« Petit Jésus »)
- Îles Féroé : Jólamaðurin
- Inde : Jingal Bell, Santa Clause, Thatha (« Vieil homme de Noël »), Natal Bua
- Irak : Baba Noel (arabe : بابا نويل)
- Iran : Baba Noel (persan : بابا نوئل ; Baba étant étymologiquement proche du "Papa" en français et d'autres langues indo-européennes)
- Irlande : Santa Claus, Santy ou Daidí na Nollaig (« Père Noël »)
- Islande : Jólasveinn ou Yule Lads
- Israël : סנטה קלאוס (Santa Klos); bien que le pays, de tradition juive, ne fête pas Noël, les Arabes chrétiens le font : (ar) بابا نويل (« Baba Noel ») ou سانتا كلوز (« Santa Klawz ») ainsi que les émigrés de culture chrétienne
- Italie : Babbo Natale (« Papa Noël ») ; L'uomo vestito di rosso
- Japon : サンタさん ou サンタクロース (Santa-San « Monsieur Noël » ou Santa Kurōsu)
- Kosovo : Babadimri (« Grand-père Hiver »)
- Laponie : Juovlastállu
- Lettonie : Ziemassvētku vecītis
- Liban : Papa Noël (arabe : بابا نويل « Baba Noel »)
- Liechtenstein : Christkind
- Lituanie : Senis Šaltis ou Kalėdų Senelis (« Grand-père Noël »)
- Luxembourg : Kleeschen ou Krëschtkendchen (luxembourgeois) / Père Noël (Français)
- Macédoine du Nord : Дедо Мраз / Dedo Mraz
- Madagascar : Dadabe noely / Dàdàbé nouéli
- Mongolie : Өвлийн өвгөн (Uvliin uvgun - « Grand-père de l'hiver »)
- Norvège : Julenissen
- Occitanie : Paire Nadau ou Paire Nadal
- Pays-Bas : Kerstman
- Pologne : Święty Mikołaj / Mikołaj (« Saint-Nicolas ») ; Gwiazdor dans certaines régions
- Portugal : Pai Natal
- République tchèque : Svatý Mikuláš (« Saint Nicholas »), Ježíšek (« Enfant Jésus »). Il apporte les cadeaux le soir du 5 décembre, la veille de ses vacances. Il donne souvent des fruits et des friandises aux enfants sages, des pommes de terre et du charbon aux vilains enfants
- Roumanie et  Moldavie : Moș Crăciun (« Père Noël ») ; Moș Nicolae (« Père Nicolas ») ; Moș Gerilă
- Royaume-Uni : Father Christmas, Santa (Claus), Daidaín na Nollaig (gaélique), Siôn Corn (gallois) et Tas Nadelik (cornique)
- Russie : Дед Мороз (Ded Moroz, « Grand-père Gel »)
- Sardaigne : Sardinia – « Babbu Nadale »
- Serbie : Деда Мраз / Deda Mraz (« Grand-père Gel »)
- Sri Lanka : Naththal Seeya
- Suède : Jultomten
- Suisse : Christkind ou Samichlaus (allemand) / Père Noël (français) / Babbo Natale (italien) / Père Chalande (en langue arpitane: Canton de Genève et Savoie voisine / Bon-Enfant dans le canton de Vaud[63])
- Syrie : Baba Noel
- Tahiti : Papa Noera
- Turkménistan : Aýaz baba (« Père Noël »)
- Turquie : Noel Baba (« Père Noël » ; du persan « Baba noel »)
- Ukraine : Svyatyy Mykolay ; Дід Мороз / Did Moroz
- Viêt Nam : Ông già Noel (« Grand-père Noël »)[64].

## Recherches sur le Père Noël

### La santé du père Noël

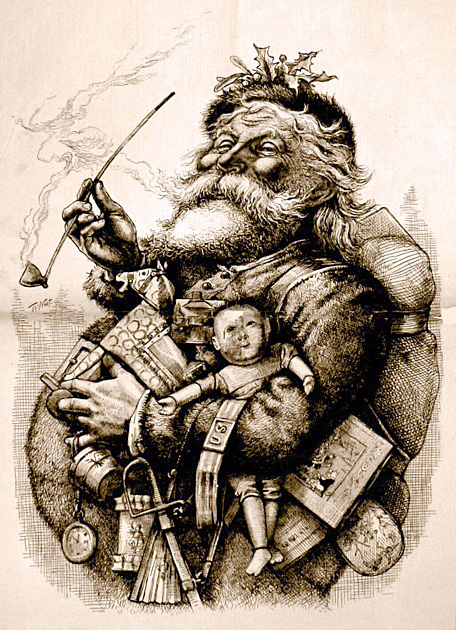
« Merry Old Santa Claus » (1881).

Dans les années 2010, des spécialistes en médecine et en prévention se sont sérieusement penchés sur la santé du père Noël et sur ses conditions de travail,.
Une équipe de chercheurs de l'UFR des sciences de la santé de Montigny-le-Bretonneux (France) et de l’Université d’Helsinki (Finlande) a établi la liste des troubles cutanés dont souffrirait le père Noël au titre de maladies professionnelles, et la publie en 2018 dans le Journal of the European Academy of Dermatology and Venereology.
Des médecins canadiens à l’université d’Alberta se sont également intéressés en 2016 aux autres pathologies potentielles qui menacent le distributeur de cadeaux, comme certaines formes de cancer, les troubles musculo-squelettiques, les rhumatismes, les risques traumatologique, cardiovasculaire et ophtalmologique, les affections respiratoires, le surpoids, le stress (santé mentale au travail), etc.,.
Déjà en 2015, des spécialistes en médecine préventive s'inquiétaient dans le Journal of Occupational Medicine and Toxicology des risques traumatologique, cardiovasculaire et même psychiatrique que court le père Noël sur son traîneau, outre son alcoolémie la nuit de Noël. C'est notamment pourquoi, dès 2009, l'article paru dans le British Medical Journal (BMJ) interroge : « Santa Claus : un paria de la santé publique ? ».
Par ailleurs, une étude conjointe de chercheurs, approuvée par le comité d'éthique de l'Academic Medical Centre de l'université d'Amsterdam et du Norwegian Animal Research Authority de la Norvège, publiée en 2012, s'est penchée sur la microcirculation du nez rouge de Rudolph, le célèbre renne du père Noël.

### Le père Noël, un dangereux hors-la-loi?
Dans un article du Monde paru le 24 décembre 2019, il est démontré (textes de loi à l'appui) que le père Noël est un délinquant qui viole chaque année la loi, dans la plus totale impunité et ce pour d'obscures raisons.
Après calcul des différentes infractions constatées (violation de domicile par manœuvre ; contrebande en bande organisée et transport illégal de marchandises ; tapage nocturne ; contrefaçon en bande organisée ; actes de cruauté envers les animaux ; survol de zones interdites ; non-respect des lois sur les données personnelles ; vol d'un aéronef sans détention de certificat de navigabilité ; déjections animales sur la voie publique et enfin non-utilisation d'un aéroport international), les auteurs de l’article estiment que le père Noël pourrait être condamné — rien qu'en France et sans tenir compte les dommages-intérêts — à une peine minimum de trente et un ans de prison, 21 371 568 € (24 568 177,54 €2024) d'amende et à la fermeture définitive de son établissement (l'atelier des lutins).

## Dans la culture populaire

### Filmographie

#### Cinéma
Le Père Noël est un personnage récurrent des films de Noël.

### Littérature

#### Roman
- Dans le roman policier L'Assassinat du père Noël (1934) de Pierre Véry, adapté au cinéma en 1941 avec le film du même nom de Christian-Jaque.

### Théâtre
- Dans la pièce de théâtre satyrique Le père Noël est une ordure (1979) de la troupe du Splendid, adaptée au cinéma en 1982 avec le film du même nom de Jean-Marie Poiré.

### Musique
- Dans le chant de Noël Petit Papa Noël (1944), interprété notamment par Tino Rossi.

### Divers
- Depuis 1955, le père Noël est le sujet du NORAD Tracks Santa, un programme nord-américain annuel de divertissement sur le thème de Noël, développé par les services du Commandement de la défense aérospatiale de l'Amérique du Nord (NORAD), qui est censé suivre le trajet du père Noël dans le monde lors de sa distribution des cadeaux de Noël.

### Ressource radiophonique
- Fabrice Drouelle, « Ils ont pendu et brûlé vif le père Noël ! » [audio], émission Affaires sensibles (53 min), France Inter, 25 décembre 2023 (rediffusion du 22 décembre 2022).